# Tomislav Zanoški
Tomislav „Tom“ Zanoški (* 3. April 1984 in Zagreb, SFR Jugoslawien) ist ein kroatisch-kanadischer Eishockeyspieler, der seit 2020 erneut beim KHL Medveščak Zagreb unter Vertrag stand und für das kroatische Gemeinschaftsprojekt Team Croatia Select in der Alps Hockey League spielt.

## Karriere
Tomislav Zanoški wurde in Kroatien geboren, wanderte aber als Kind nach Kanada aus und wuchs in Brampton in der Provinz Ontario auf. Er begann seine Karriere als Eishockeyspieler bei den Vaughan Vipers in der Ontario Provincial Junior Hockey League. Nachdem ihn die Owen Sound Attack bei der OHL Priority Selection 2000 in der sechsten Runde als insgesamt 108. Spieler gedraftet hatte, spielte er von 2001 an zweieinhalb Jahre für den Klub und wechselte Ende 2003 zum Ligarivalen Mississauga IceDogs. Während seines anschließenden Studiums an der Dalhousie University spielte er von 2005 an für deren Studentenmannschaft, die Dalhousie Tigers, im Canadian Interuniversity Sport, dem kanadischen Hochschulsport.
Ende 2007 wurde er von Stockton Thunder aus der ECHL verpflichtet, wo er die Saison beendete und auch die Spielzeit 2008/09 begann. Bereits nach drei Spielen wechselte er jedoch zum Ligakonkurrenten Dayton Bombers, wo er allerdings auch nur drei Spiele absolvierte, bevor er sich den Gwinnett Gladiators anschloss, bei denen er bis 2011 blieb. Neben seinen Einsätzen für das Team aus Georgia spielte er in der Spielzeit 2008/09 auf Leihbasis auch für die AHL-Teams Binghamton Senators, Albany River Rats, Lake Erie Monsters, Toronto Marlies und Syracuse Crunch. In der Spielzeit 2010/11 spielte er noch vereinzelt für die Gladiators und stand überwiegend bei den Lake Erie Monsters auf dem Eis, bevor im Januar 2011 nach Deutschland zu den Wölfen Freiburg in die 2. Bundesliga wechselte. Nach dem Abstieg am Saisonende kehrte er in seine Geburtsstadt Zagreb zurück und spielte eineinhalb Jahre für den KHL Medveščak Zagreb in der Österreichischen Eishockey-Liga, wobei er 2012 auch an den Playoffs der kroatischen Liga teilnahm und den Klub mit sieben Punkten in elf Spielen zum kroatischen Meistertitel führte. Im Dezember 2012 wechselte er zum Klagenfurter AC, mit dem er 2013 dann österreichischer Meister wurde. In den folgenden zwei Jahren spielte er in schnellem Wechsel für Klubs aus den Vereinigten Staaten, Österreich, Schweden, Italien und Slowenien, ehe er 2015 zu Medveščak zurückkehrte. Zunächst spielte er mit dem Klub aus seiner Heimat in der Kontinentalen Hockey-Liga, wechselte mit ihm 2017 aber erneut in die Österreichische Eishockey-Liga. 2016 und 2017 war er in den Playoffs der kroatischen Liga erneut am dortigen Meistertitel beteiligt.
Im Januar 2019 verließ er Medveščak nach ausgebliebenen Gehaltszahlungen und wechselte zu den Sheffield Steelers in die Elite Ice Hockey League. Nach dem Ende der Spielzeit war er zunächst vereinslos, bis er im Januar 2020 von Dunaújvárosi Acélbikák aus der Ersten Liga unter Vertrag genommen wurde. Seit 2022 steht er wieder bei Medveščak auf der Gehaltsliste, spielt aber für das kroatische Gemeinschaftsprojekt Team Croatia Select in der Alps Hockey League.

### International
Mit der kroatischen Nationalmannschaft spielte Zanoški bei den Weltmeisterschaften 2017 und 2018 in der Division I und 2019 in der Division II.

## Erfolge und Auszeichnungen
- 2012 Kroatischer Meister mit dem KHL Medveščak Zagreb
- 2013 Österreichischer Meister mit dem Klagenfurter AC
- 2016 Kroatischer Meister mit dem KHL Medveščak Zagreb
- 2017 Kroatischer Meister mit dem KHL Medveščak Zagreb